# Jerzy Guranowski
Jerzy Guranowski (ur. 19 kwietnia 1884, zm. 1943) – poeta i satyryk, krytyk literacki, teatralny, filmowy i muzyczny, wywodzący się z kręgów Młodej Polski. Opublikował dwa tomiki wierszy: Poezye serya pierwsza (1912) i Poezye serya druga (1913). W 1920 roku krakowski Teatr im. Juliusza Słowackiego wystawił  komedię Za króla Sasa  oraz wodewil Żona dwóch mężów z  librettem Guranowskiego i muzyką Bolesława Walek-Walewskiego; warszawski Teatr Miniatur – wodewil Kobieta Rebus. Guranowski zmarł w 1943 roku w getcie warszawskim. 

## Życiorys
Urodził się 19 kwietnia 1884 roku w Warszawie. Jego ojciec, Ludwik Guranowski, był znanym warszawskim lekarzem, współzałożycielem Polskiego Towarzystwa Otolaryngologicznego. Ludwik był spokrewniony z Januszem Korczakiem – rodziny pozostawały ze sobą w bliskich stosunkach. Guranowscy mieli korzenie żydowskie, ale byli zwolennikami asymilacji i czuli się Polakami.
Jerzy ukończył gimnazjum filologiczne w Warszawie, a następnie podjął studia w Akademii Graficznej w Lipsku. Swoje studia uzupełniał w zakresie muzyki i historii literatury na innych niemieckich uniwersytetach, m.in. w Dreźnie, Heidelbergu i Berlinie. Po powrocie do Polski w 1904 roku otrzymał pracę w Filharmonii Warszawskiej na stanowisku sekretarza.
W 1907 roku zadebiutował wierszami drukowanymi w warszawskim „Świecie”. Odtąd regularnie pisał do różnych czasopism, publikując wiersze, recenzje teatralne i muzyczne oraz satyry polityczne. W tym samym roku ożenił się z dentystką Ireną z d. Wajnberg (1888–1971). Mieli syna Jana, który po II wojnie światowej został dziennikarzem (1920–1991). Rodzina mieszkała w Warszawie przy ul. Nowy Świat.
Poeta należał do grona artystów tworzących bohemę warszawską. Przyjaźnił się z wybitnymi muzykami, m.in. Karolem Szymanowskim i Grzegorzem Fitelbergiem. Dedykował im swoje utwory, najczęściej te, w których odwoływał się do muzyki Fryderyka Chopina, Richarda Wagnera, Ludwiga Beethovena i Richarda Straussa. Dużą część jego twórczości stanowiły wiersze, które pisał do muzyki polskich kompozytorów, a także tłumaczenie  słów pieśni kompozytorów niemieckich. Na przełomie stuleci oraz w okresie międzywojennym były one bardzo popularne, o czym świadczą wielokroć wznawiane wydania nut wraz z tekstami. Był dyrektorem Centralnej Agencji Teatralnej i Koncertowej. Organizował imprezy artystyczne, w których brali udział znani śpiewacy i aktorzy, m.in. Pola Negri. Bywał uczestnikiem biesiad w kawiarni Udziałowa, gdzie tradycyjnie spotykali się młodopolscy poeci, m.in. Jan Kasprowicz i Kazimierz Przerwa-Tetmajer.
W odrodzonej Polsce zajął się organizowaniem wystaw ukazujących dorobek różnych miast i ich wkład w rozwój przemysłu, szkolnictwa i sztuki, m.in. prezentował Częstochowę i Bydgoszcz. Najważniejsza okazała się  wystawa poznańska w 1929 roku, kiedy powierzono mu funkcję dyrektora Pałacu Sztuki. W latach trzydziestych pisał głównie dla czasopism poświęconych sztuce filmowej.

## Twórczość
Wydane na początku wieku wiersze Guranowskiego są naznaczone smutkiem, tęsknotą za nieoznaczonym i nieuchwytnym szczęściem, poczuciem wyobcowania i brakiem zrozumienia: „Wiersze poety są przesycone dekadencka uczuciowością ostatniego dziesięciolecia XIX wieku. Guranowski miał swoich mistrzów pośród młodopolskich poetów, a jego strofy wypełnia obrazowane typowe dla przełomu stuleci. Odnajdujemy w nich sugestywne wizje stanów zamyślenia, melancholii i pesymizmu, pytania o przyszłość stawiane przez schyłkowców, nacechowane symbolicznie motywy umieszczane w scenografii jesiennego zmierzchu. Po te same chwyty sięgali najbardziej znani twórcy, z Kazimierzem Przerwą-Tetmajerem na czele, ale również wielu innych”.
Przestrzeń wierszy poety to precyzyjnie określony pejzaż, w sceny, w których najczęściej pojawia się on sam jako ich główny aktor, zamyślony i zagubiony w zgiełku miejskich ulic. Niekiedy towarzyszą mu inni ludzie – anonimowi, bez twarzy, nastawieni krytycznie do wizji poetyckich. Guranowski chce być poetą-malarzem swoich własnych obrazów:
Poeci – to są słów malarze.

Mnie niebo tłem i na tym tle

Świat wizyj moich wyobrażę,

Wyśniony w złotej, cudnej mgle

Tłum przyjdzie potem, skrzywi twarzeI powie: ten maluje źle!

Czy ja coś  zetrę, czy coś zmażę?

Jam nie jest trzciną, co się gnie ! (…)

Cóż wart jest ten, kto posiadł tłumy

Szablonem łatwych, płynnych zdań?

Ten wielki jest i pełen dumy,

Kto stoi sam, jak górska grań!
Niekiedy Guranowski  wychodzi ze swej samotni w świat muzyki, przybliżając czytelnikowi wielkich kompozytorów i ich dzieła, a także strukturę utworów muzycznych, „malując słowem” pieśni, dramaty muzyczne i  symfonie:
Zszedł Wagner Ryszard, wśród Piękna Proroki

Największy Mocarz, światów zbudził głusze,

Dał nam przepomnieć przyziemne katusze,

A myślom naszym kazał iść w obłoki!
Wyobraźnia czytelnika jest też kierowana ku pięknu dnia codziennego  i polskiego pejzażu rozświetlonego feerią barw. Na ich tle słowa podporządkowywane są frazie muzycznej – mają swój rytm i melodię, powracający refren:
Chopin jest polski

Każdym duszy drgnieniem,

Każdym natchnionym, mocnej pieśni dźwiękiem,

Krwią polską przesiąkł, ziemi swej cierpieniem.

Echo tej skargi, co kłos  chyli jękiem

Odczuł potęgę harfy swej eolskiej-

Chopin jest polski!
Poeta znajduje rozśpiewaną melodię w elementach swojskiego krajobrazu, pochyla się nad łanem zbóż, rosnącymi w polu topolami i śpiewem ptaków. To wytchnienie od zgiełku miasta, jego tempa i szumu, od tych, którzy krytycznie oceniali dorobek Guranowskiego. Jednak i tu pojawia się nuta melancholii, muzyka dociera do słuchacza przez rozpłakane, cierniowe  drogi:
Chylą się kłosy, faluje zboże.

Czerwienią maki, mieni się gryka.

Dzwoni skowronek pieśń swą w przestworze.

Płynie rozlewna, jak sine morze

Pani Muzyka…

(…)

Łkające dzwony…grób rozkopany,

Śpiewom grabarzy ,wtórzy motyka

Topole szumią ponad kurhany…

I rozwiesiła płaszcz łzami tkany

Pani Muzyka…

## Śmierć poety
We wrześniu 1939 roku rodzina Guranowskich w wyniku bombardowania straciła mieszkanie. Odtąd tułali się i zmieniali adresy, obawiając się – ze względu na żydowskie pochodzenie – denuncjacji i przymusowej deportacji do getta. Ostatecznie w 1940 roku zamieszkali u Stefanii Lange, która dysponowała dużym, siedmiopokojowym lokalem przy ul. Foksal, zajmowanym od frontu przez gestapowców. Niemcy nie podejrzewali, że gospodyni była związana z ruchem oporu, nie wiedzieli, że w tym samym mieszkaniu w jednym pokoju szyto buty dla powstańców, w innym – przechowywano broń, a w pomieszczeniach od podwórza mieszkali Żydzi. Stefania wciągnęła Jerzego i jego syna w  misję przemycania żywności i broni do getta. W lipcu 1942 roku poeta został aresztowany przez Niemców i przewieziony do getta. Nieznane są jego dalsze losy. Został zabity w styczniu 1943 roku, prawdopodobnie podczas tzw. likwidacji szpitala na ul. Gęsiej, kiedy gestapo wtargnęło na teren placówki i rozstrzelało wszystkich pacjentów oraz członków personelu. Symboliczny grób Jerzego Guranowskiego znajduje się w Warszawie, na Starych Powązkach.   